# (39413) 3113 T-1
3113 T-1 (asteroide 39413) é um asteroide da cintura principal. Possui uma excentricidade de 0.11818100 e uma inclinação de 1.52958º.
Este asteroide foi descoberto no dia 26 de março de 1971 por Cornelis Johannes van Houten e Ingrid van Houten-Groeneveld e Tom Gehrels em Palomar.